# 2-Metil-1-butanol
2-Metil-1-butanol (aktivni amil alkohol) je organsko hemijsko jedinjenje. On se koristi kao rastvarač i intermedijar u proizvodnji drugih hemikalija. 2-Metil-1-butanol je komponenta mnogih smeša amil alkohola sa industrijkom primenom.

## Reakcije
2-Metil-1-butanol se može dobiti iz fusel alkohola (jer se prirodno javlja u voću, npr. grožđu) ili se proizvodi bilo putem hidroformilacije, ili halogenacijom pentana.